# Електродепо (платформа, Санкт-Петербург)
Електродепо — зупинний пункт Жовтневої залізниці в межах Санкт-Петербурга між Санкт-Петербургом-Балтійським та станцією Броневою. Платформи розраховані тільки на перші 2 вагони електропоїзда. Функція платформи — підвезення до місця роботи і назад співробітників депо «Санкт-Петербург-Балтійський» (ТЧ-15).
Поруч з платформою розташований вантажний «відсік» Санкт-Петербург-Балтійського, колія на який прямує від станції Нарвська «Південної портової залізниці».
З 2017 року всі електропотяги проїжджають платформу без зупинки.